# Olympiaterminalen

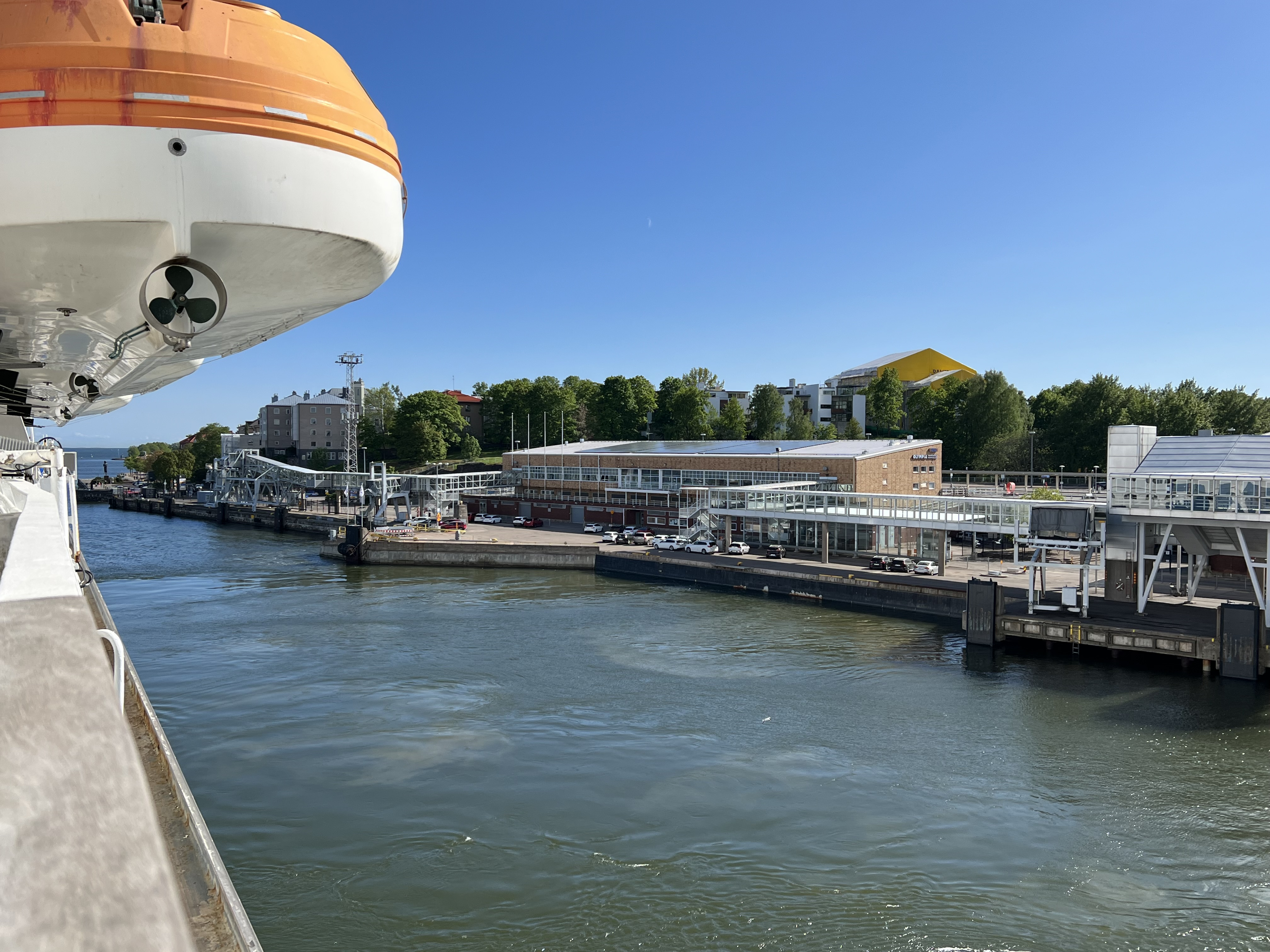
Olympiaterminalen. Till höger skymtar Hamnhuset, Helsingfors hamnars huvudkontor, 2023.

Olympiaterminalen är en hamnterminal i Södra hamnen i Helsingfors, vid stadsdelen Eira  varifrån Silja Lines Sverigebåtar avgår.
Olympiaterminalen byggdes år 1952 till de olympiska spelen i Helsingfors. Den närliggande Olympiakajens längd är 370 meter och vattendjupet är 7,5–8,8 meter. Terminalbyggnaden ritades av arkitekterna Aarne Hytönen och Risto-Veikko Luukkonen och är 5 296 m² stor. Vid färdigställandet betjänade terminalen 90 000 passagerare per år under sina aktiva sommar- och höstsäsonger.
Silja Lines bilfärjor började använda terminalen för trafiken till Stockholm år 1972 och för trafiken till Tallinn år 1995. Även Seawind Line trafikerar Tallinn från terminalen.
Terminalen designades med framtiden i åtanke eftersom den med endast små modifikationer idag kan tillåta över 1 500 000 passagerare passera genom terminalen varje år. I de tidigare angränsande lagerutrymmena har man placerat kontors-, social- och skötutrymmen som betjänar passagerarna. De förvaringsutrymmen som fanns under torget vid huvudingången har gjorts om till bilhotell för passagerarna. Det finns även sammanlagt 2,6 hektar öppna förvaringsutrymmen mellan Skeppsbrogatan och havet.
Det finns två kajplatser vid terminalen som betjänar passagerarfärjorna. Sommaren 2002 byggdes även perronger för Seawind Lines sidoportar. En ytterligare utvidgning av terminalen anses dock inte vara möjlig.

## Fartyg som trafikerar hamnen
| Fartygsvarv | Fartyg             | Rutt                            |
| ----------- | ------------------ | ------------------------------- |
| Silja Line  | M/S Silja Serenade | Helsingfors–Mariehamn–Stockholm |
| Silja Line  | M/S Silja Symphony | Helsingfors–Mariehamn–Stockholm |

## Bildgalleri

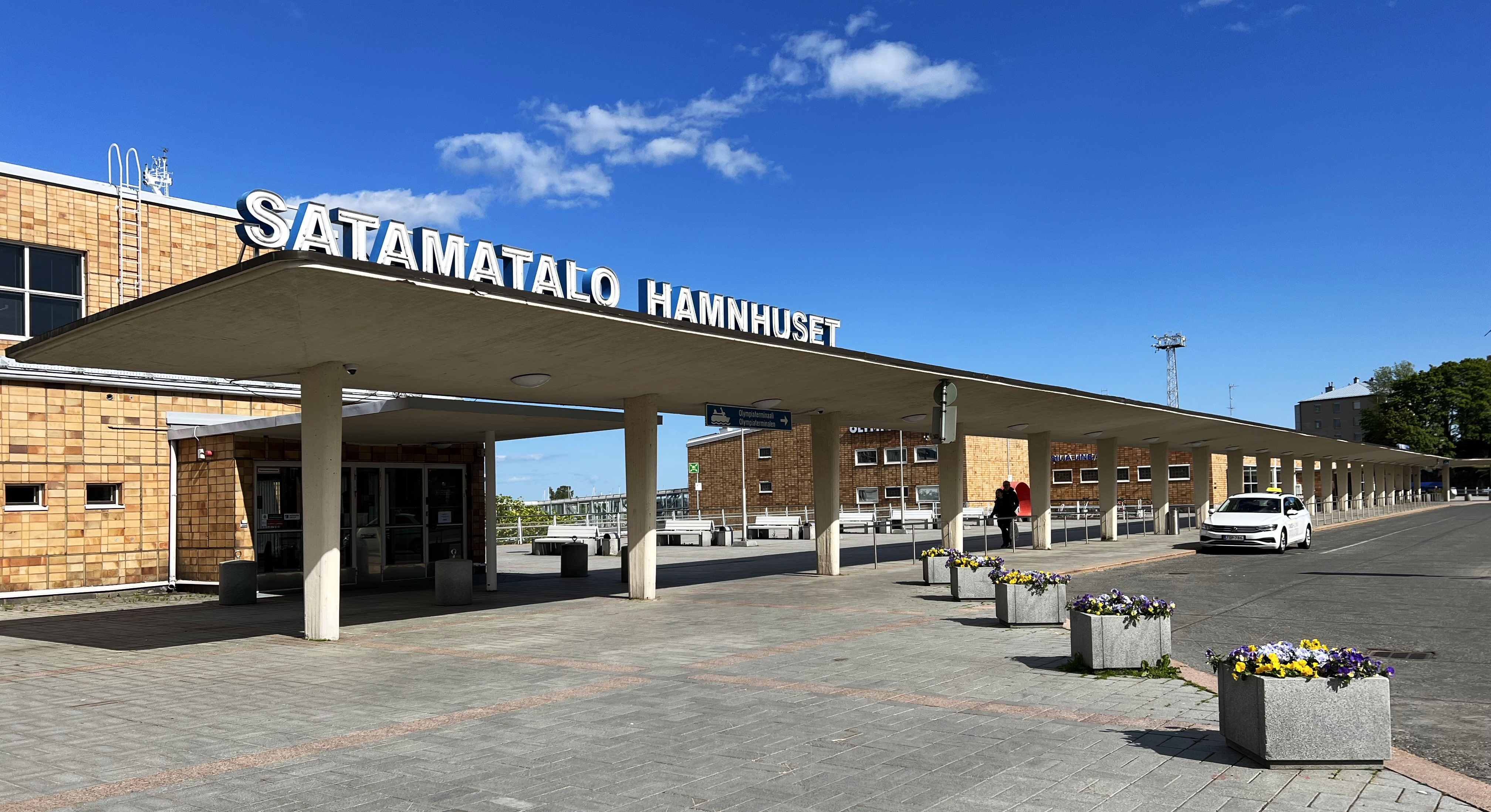
Hamnhuset, Helsingfors hamnars huvudkontor. I bakgrunden Olympiaterminalen, 2023.
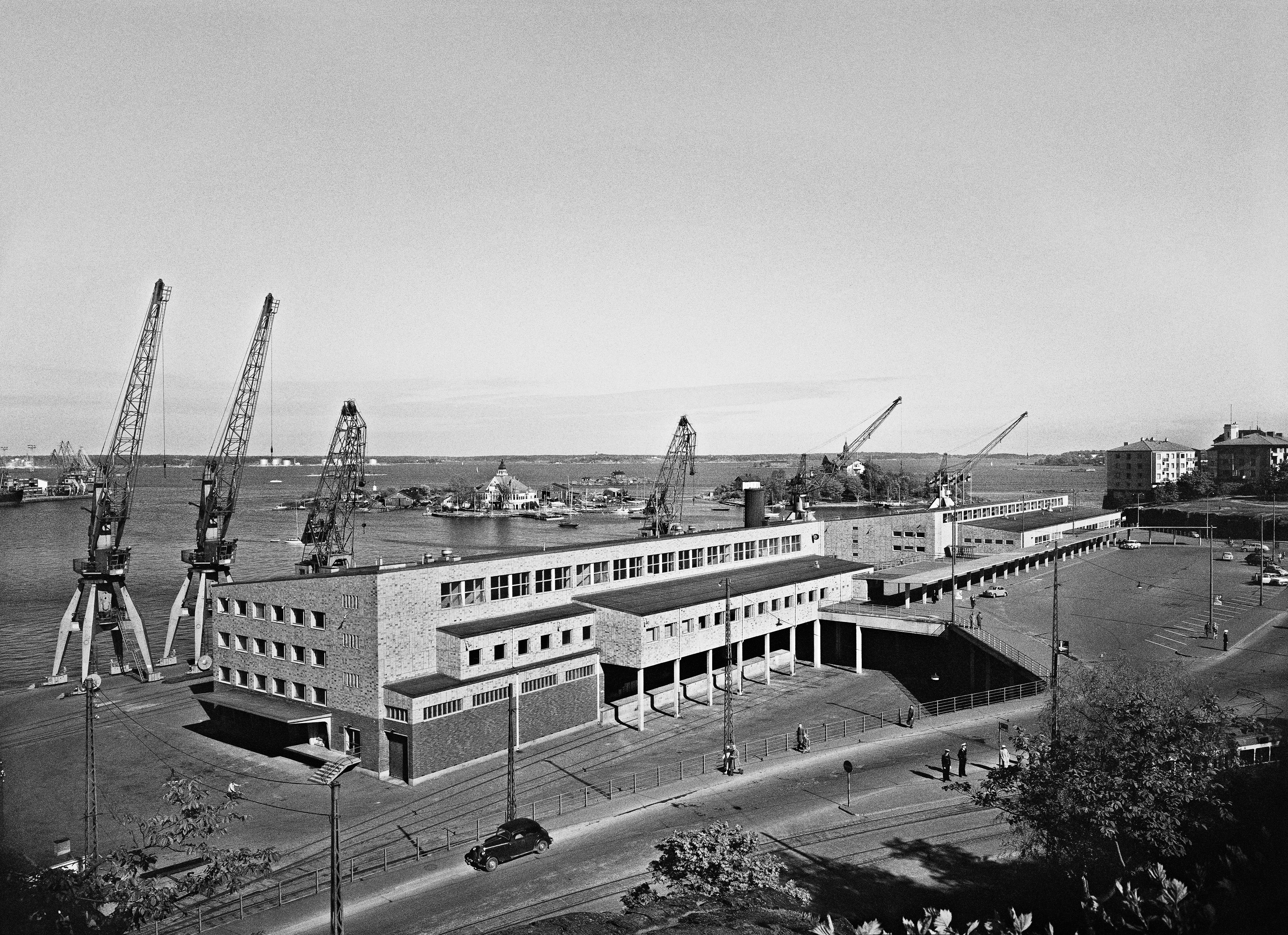
Tullpaviljongen, idag Hamnhuset, och Olympiapaviljongen, idag Olympiaterminalen. Fotografen Fred Runeberg tog bilden från Brunnsparken, omkring 1955-1959.
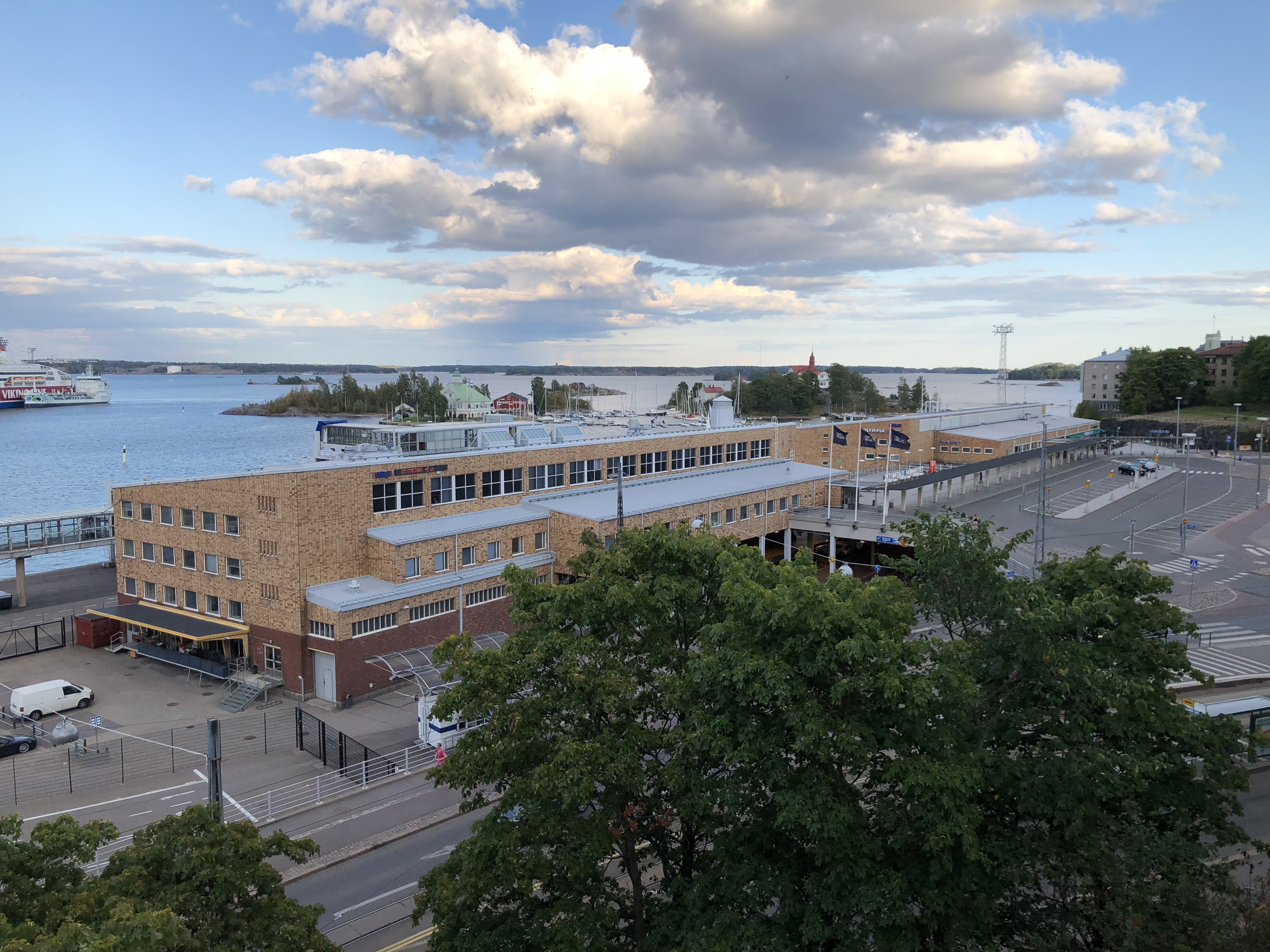
Hamnhuset och Olympiaterminalen. I bakgrunden öarna Blekholmen och Klippan, till höger byggnader i Brunnsparken.
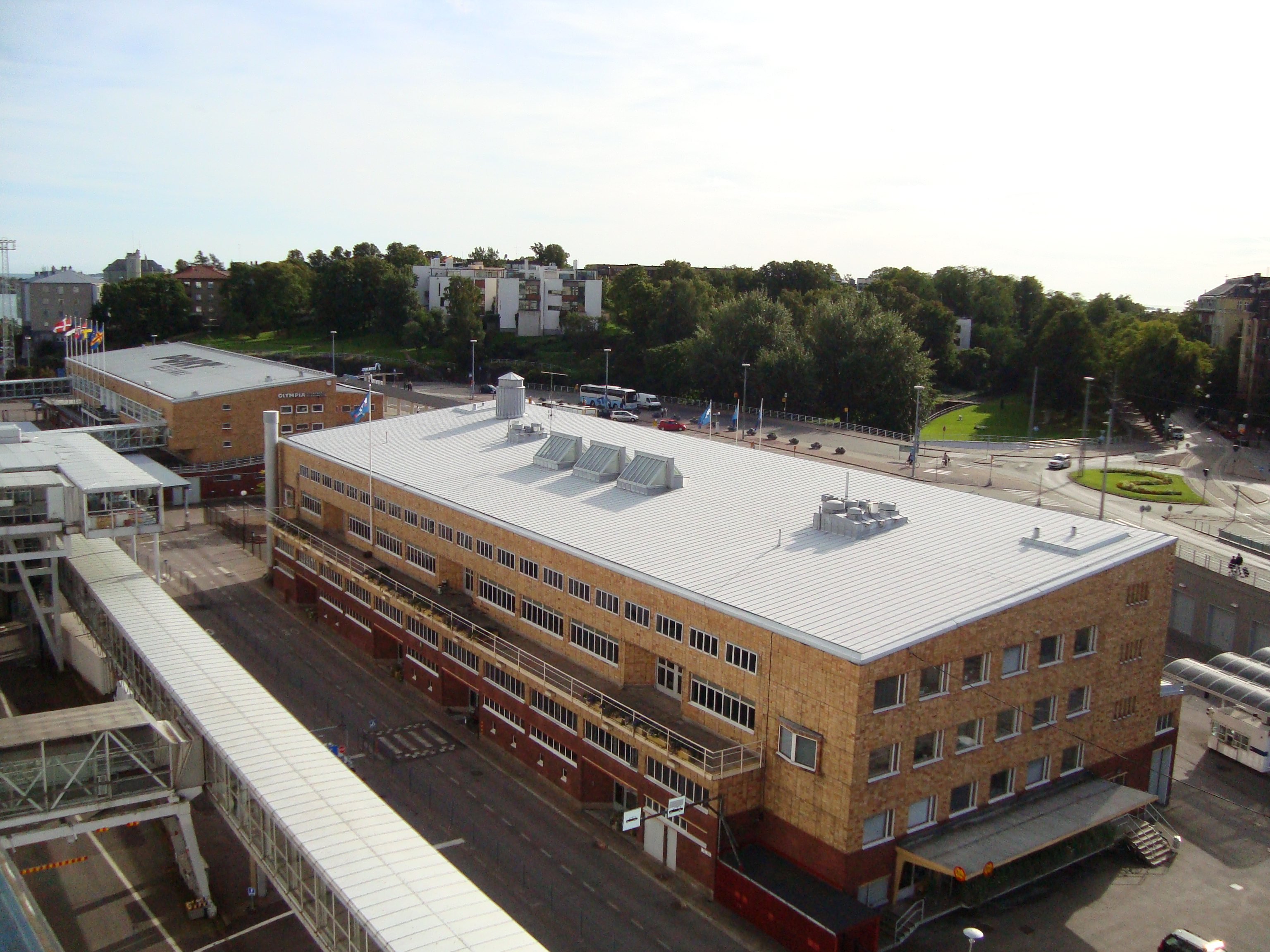
I förgrunden Hamnhuset och i bakgrunden Olympiaterminalen, sedda från sjön, 2009.
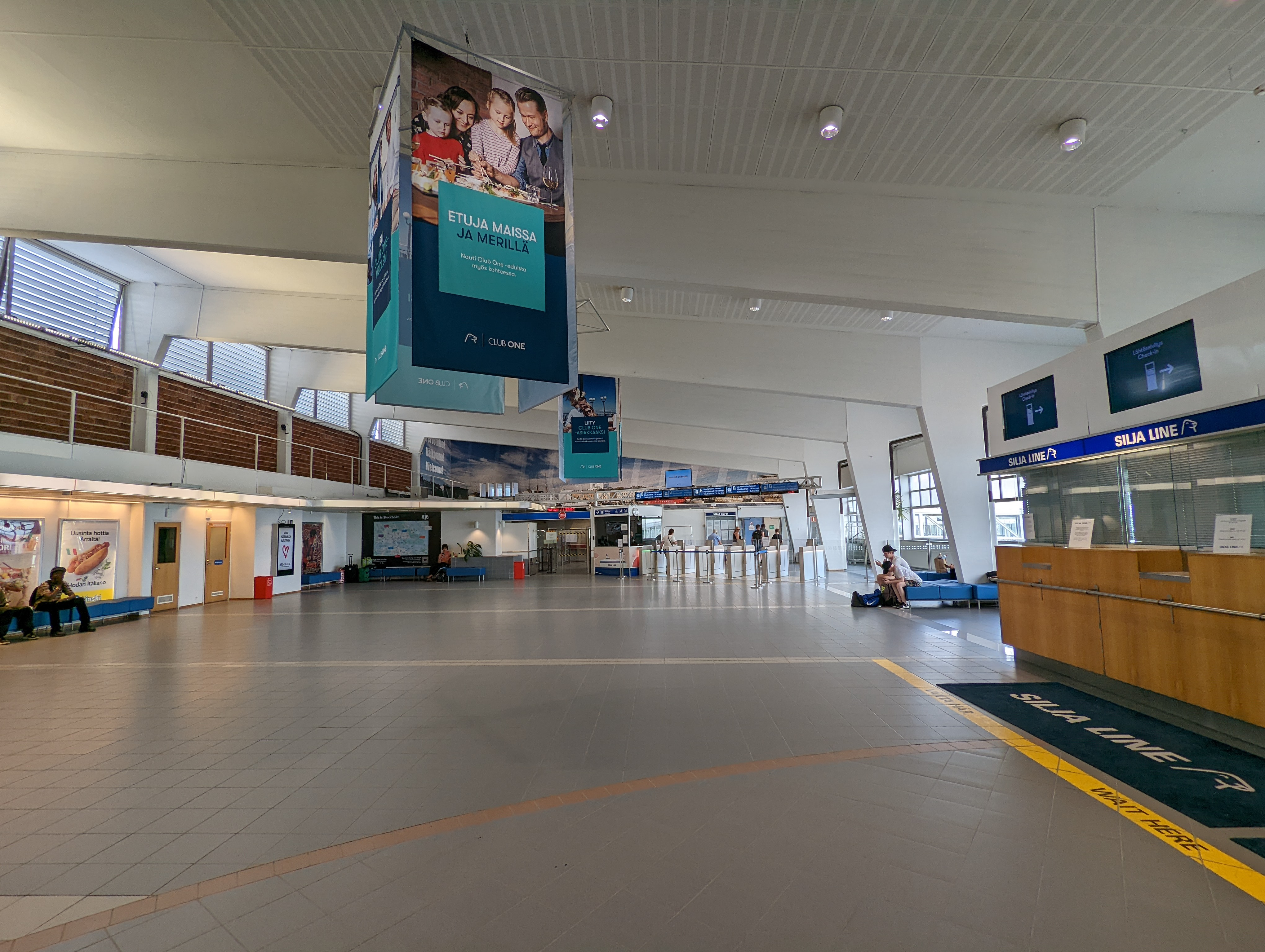
Olympiaterminalen, 2022.